# Bastian Molecz
Bastian Molecz (* 19. Dezember 1987 in Wien) ist ein ehemaliger österreichischer Handballspieler.

## Karriere
Der gebürtige Wiener begann seine aktive Profi-Karriere 2008 bei den Aon Fivers Margareten. Davor war er bereits für denselben Verein in diversen Jugendligen aktiv. Mit Aon Fivers gewann er 2011 die Österreichische Meisterschaft. 2014 beendete der Tormann seine Karriere zu Gunsten eines Studiums.

## Erfolge
- 1× Österreichischer Meister (mit den Aon Fivers)
- 3× Österreichischer Pokalsieger (mit den Aon Fivers)